# 霧笛荘夜話
『霧笛荘夜話』（むてきそうやわ）は、浅田次郎による日本の小説。2001年11月に角川書店から単行本が刊行された。

## 概要
古びたアパート・霧笛荘を舞台にした7編から成る短編集。角川書店の文芸雑誌『小説王』『野性時代』『KADOKAWAミステリ』に掲載。
- 港の見える部屋（『小説王』1994年8月号）
- 鏡のある部屋（『小説王』1994年10月号）
- 朝日のあたる部屋（『小説王』1994年12月号）
- 瑠璃色の部屋（『KADOKAWAミステリ』1999年11月号）
- 花の咲く部屋（『野性時代』2004年3月号）
- マドロスの部屋（『野性時代』2004年6月号）
- ぬくもりの部屋（『野性時代』2004年7月号）

2005年には、イメージアルバムが作られ、ヴァイオリニストの高嶋ちさ子やピアニストの加羽沢美濃らが演奏に参加した。

## あらすじ
とある港町、運河のほとりに佇む一軒の古びたアパート・霧笛荘。壁には蔓が生い茂り、屋根瓦にはそこここに雑草が生えている。
霧笛荘に辿り着いた人々を迎えてくれるのは、中国風の服を着た纏足の老婆。
その日も、一人が霧笛荘を訪れ、かつて部屋に住んでいた人々のことを老婆は語り出す……。

## 登場人物
老婆
霧笛荘の管理人。髪はビロードのように黒々とし、口には血のような紅をさしている。纏足である。
星野 千秋（ほしの ちあき）
「港の見える部屋」主人公。
27歳。「星野千秋」は偽名。死のうと思ってふらふらと歩いているうちに霧笛荘に着いてしまい、成り行きでしばらく住むことになり、成り行きで隣人のホステスと同じ店で働くことに。
吉田 よし子（よしだ よしこ）
「鏡のある部屋」主人公。
貸しビル業を営む夫を持つ社長夫人。夫とは見合い結婚で、2人の子どもに恵まれ、幸せな生活を送っていたが、全てを捨てて新しい人生を歩み始める。
佐藤 鉄夫（さとう てつお）
「朝日のあたる部屋」主人公。
粗野だが、実直で女慣れしていない半端なヤクザ。兄貴分だった仲間に殺人の罪を負わせられた過去を持つ。
四郎（しろう）
「瑠璃色の部屋」主人公。
鉄夫の上の部屋に住んでいた金髪のギタリスト。札幌出身、コンクールで3位になったのをきっかけに、姉に後押しされ、当てもないまま上京してきた。
花子（はなこ）
「花が咲く部屋」主人公。
造花を作る工場で働く20歳の女性。無職の兄が給料を前借りしに社長に無心してくるため、社長と肉体関係を持つ。北海道の日高市出身。
園部 幸吉（そのべ こうきち）
「マドロスの部屋」主人公。
特攻隊員としてガダルカナル島に着任。出撃命令が下されるが、翌日には撤回され、終戦を迎える。
山崎 茂彦（やまざき しげひこ）
「ぬくもりの部屋」主人公。
37歳の時に銀行員から不動産業界へ転職した。霧笛荘の買収を担当しているが、半年経っても一向に状況は変わらず、社長からせっつかれている。

## 書籍情報
- 単行本：2004年11月[1]、角川書店、ISBN 978-4-04-873564-3
- 文庫本：2008年4月4日発売[2]、角川文庫、ISBN 978-4-04-386501-7
- 文庫新装版：2017年11月13日発売[3]、角川文庫、ISBN 978-4-04-106319-4